# Lovat-Klettermaus
Die Lovat-Klettermaus (Dendromus lovati) ist ein mit mehreren disjunkten Populationen in Äthiopien verbreitetes Nagetier in der Gattung der Afrikanischen Klettermäuse. Da sie sich im Gegensatz zu anderen Gattungsmitgliedern auf dem Boden bewegt, wird sie als einziger Vertreter in der Untergattung Chortomys geführt.

## Merkmale
Mit einer Kopf-Rumpf-Länge von 57 bis 95 mm, einer Schwanzlänge von 57 bis 87 mm und einem Gewicht von 11 bis 23 g ist die Art eine kleine Klettermaus. Die Hinterfüße sind 17 bis 20 mm lang und die Länge der Ohren beträgt 15 bis 18 mm. Typisch ist ein weiches und dichtes Fell auf der Oberseite mit einer graubraunen Grundfarbe, die rötliche Töne enthalten kann. Als Muster kommen ein schwarzer Aalstrich, der am Hals 8 mm breit ist und sich bis zum Schwanzansatz auf 2 bis 0 mm verengt sowie zwei parallele schwarze Streifen, die am Hals 5 bis 6 mm breit sind und am Hinterteil 2 bis 0 mm erreichen vor. Der mittlere Streifen kann abschnittsweise in eine Doppellinie aufgeteilt sein. Die Haare der Unterseite sind an den Wurzeln grau und an den Spitzen weißlich. Je ein undeutlicher schwarzer Streifen reicht vom Ohr zum Auge. Weitere Kennzeichen des Kopfes sind dunkle Augenringe, Ohren mit wenigen schwarzen Haaren und weißliche Bereiche hinter den Ohren. An den Füßen ist der erste Zeh kurz und mit einem Nagel oder einer Kralle versehen. Die nächsten Zehen erreichen normale Länge und der fünfte lange Zeh trägt einen krallenähnlichen Nagel. Die Lovat-Klettermaus hat einen Schwanz mit wenigen Borsten und einer etwas helleren Unterseite. Von den paarig angeordneten Zitzen liegen vier auf der Brust und zwei im Leistenbereich.

## Verbreitung und Lebensweise
Dieses Nagetier lebt im äthiopischen Hochland zwischen 2500 und 3550 Meter Höhe. Es hält sich in Gras- und Kulturflächen auf. Die Art besucht öfter Heideland mit Strohblumen.
Die nachtaktiven Individuen ruhen soweit bekannt am Tage in Grasnestern. Vermutungen zu einer Zeit der Ruhe in der Trockenphase haben sich nicht bestätigt. Die Nahrung besteht vermutlich aus Pflanzensamen. Jungtiere sind bisher aus dem Dezember und Januar bekannt.

## Gefährdung
Intensive Weidewirtschaft kann die Population beeinflussen. Trotz seltener Dokumentation wird die Lovat-Klettermaus von der IUCN als nicht gefährdet (least concern) gelistet.